# 中国企业家
《中国企业家》创刊于1985年，是中国大陆企业经济类月刊，编辑部位于北京市。
《中国企业家》在2018年被中华人民共和国国家新闻出版广电总局新闻报刊司评为2017年全国“百强报刊”。